# ميل ريس
ميل ريس (بالإنجليزية: Mel Rees)‏ هو لاعب كرة قدم بريطاني في مركز حراسة المرمى، ولد في 25 يناير 1967 في كارديف في المملكة المتحدة، وتوفي في 30 مايو 1993 في دربي في المملكة المتحدة بسبب سرطان. لعب مع شيفيلد يونايتد وكارديف سيتي ونادي ساوثهامبتون ونادي كرو ألكساندرا ونادي ليتون أورينت ونادي واتفورد ونورويتش سيتي ووست بروميتش ألبيون.